# Hector Berlioz
Louis Hector Berlioz, född 11 december 1803 i La Côte-Saint-André, Isère, död 8 mars 1869 i Paris, var en fransk klassisk kompositör under romantiken. 
Hans mest kända verk är möjligen Symphonie fantastique, uruppförd 1830, och Grande Messe des morts (Requiem), uruppförd 1837.

## Biografi
Hector Berlioz var läkaren Louis Berlioz och dennes hustru Marie-Antoinette-Josephines första barn. Modern var dotter till en advokat från Meylan, och var endast 18 år vid giftermålet med Hectors far. Hon var djupt religiös. Paret skulle få ytterligare två barn som överlevde spädbarnsåren. 
Fadern hade bestämt att Hector skulle bli läkare som han själv, och var en jordnära människa som djupt föraktade musiker och andra konstutövare. Det ankom en person i Hectors samhällsklass att kunna spela piano, men detta uppfattades endast som ett lättjefullt tidsfördriv; han fick därmed trots faderns motvilja tidigt musikalisk utbildning. Som tiden föreskrev placerades han i katedralskola, men Napoleon I förbjöd dessa skolor 1811, varefter fadern tog över sonens utbildning. Fadern undervisade honom i klassisk litteratur. På egen hand lärde han sig att spela flöjt, och han hamnade sedermera som elev till direktören för Grenobles stadsorkester. All undervisning i musik fick dock företagas i hemlighet och kvällstid.
När Berlioz var tolv år förälskade han sig i en sex år äldre flicka vid namn Estelle Dubœuf. Förälskelsen inspirerade honom att komponera sitt första stycke; melodin från denna återanvände han sedan till Symphonie fantastique. Två år senare började han spela violin. 
Efter en bachelier ès lettres 1821 från Grenoble, inskrevs Berlioz vid universitetet i Paris för att läsa till läkare. Redan efter första dissektionen, 1824, hoppade han bokstavligt talat av denna utbildning – full av avsky hoppade han ut genom fönstret och återvände sedan aldrig. Han hade då hunnit ta Bachelier ès sciences physiques. Under sin korta studietid hade han blivit en välsedd gäst vid Opéra och han hade särskilt fattat tycke för Gluck och Spontini. 1822 blev han Lesueurs elev, och dessa musikaliska impulser bidrog starkt till att medicinstudierna lades på hyllan.
1825 framfördes en mässa, Messe solennelle, av Berlioz i La Roche, och samma år började han komponera sin första opera, Les Francs-Juges. Lesueur hade mycket höga tankar om sin elev, men föräldrarna emotsatte sig hans karriärval. De gav så småningom med sig, och han kunde 1826 få börja studera vid musikkonservatoriet i Paris. Hans underhåll blev dock indraget, och för att försörja sig tog han tjänst som korist vid en teater.
Vid besök 1827 vid Odéon, på föreställningar av Shakespeares Hamlet och Romeo och Julia, träffade Berlioz den irländska skådespelerskan Harriet Smithson som gestaltade Ofelia och Julia, och förälskade sig djupt i skådespelerskan och i Shakespeares dramer. Han komponerade därför en uvertyr till Romeo och Julia, och sedan, 1828, en konsert på samma tema, med vilken han inte vann damens hjärta, men hyllades som geni av pressen. Samma år vann han, efter flera fruktlösa försök, andra plats i stora Rompriset för kantaten Herminie. När Harriet Smithsons ointresse fortfor, påbörjade han Symphonie fantastique, vilken uruppfördes 1830. Året blev en vändpunkt i hans liv. Han blev då vän med Liszt, vann äntligen Rompriset, med kantaten La Mort de Sardanapale, och inledde sin första kärleksaffär, med pianisten Camille Moke. 
Rompriset bestod i en tre års vistelse i Villa Medici i Rom. Innan Berlioz gav sig av förlovade han sig med Camille Moke. I Rom stiftade han bekantskap med Mendelssohn samt med de franska konstnärer som bodde där, däribland Horace Vernet. Redan efter ett år bröts förlovningen, eftersom Camille hade gift sig med en annan. Full av hämndbegär och fast besluten att döda de nygifta, lämnade Berlioz Rom och återvände till Paris; han hade då hunnit lugna ner sig. I stället återuppväcktes intresset för den irländska skådespelerskan, som blivit mer mottaglig för hans inviter. 1833 gifte de sig på brittiska ambassaden, och bosatte sig sedan på Montmartre. 
Goethes Faust hade vid denna tid blivit översatt till franska av Nerval. Detta verk grep Berlioz, och han skulle komma att arbeta på den musikaliska skildringen av Faust tills operan Fausts fördömelse var färdig 1846.
1837 skrev han sitt berömda rekviem, op. 5, Grand Messe des Morts. Det berättas att idéerna till rekviet kom till honom så hastigt att han var tvungen att stenografera noterna. Samtidigt arbetade han på vad som skulle bli hans första stora opera, Benvenuto Cellini, op. 23, som var färdig 1838. Han var vid det laget en tämligen erkänd kompositör, om än inte förmögen på sin konst. Han fick anställning som musikkritiker vid en tidning och som bibliotekarie vid musikkonservatoriet för att kompensera de med Parispubliken uteblivna intäkterna. Han rönte större framgångar utomlands, och den berömde violinisten Paganini beställde verk av honom, Harold en Italie. För den begåvning som musikkännare tillskrev honom tilldelades han 1839 Hederslegionen.
1840 framfördes Berlioz Symphonie funèbre et triomphale, en hyllning till julirevolutionen. Vid urpremiären, under bar himmel, dirigerade han själv orkestern. Förutom sitt värv som kompositör och dirigent, i första hand med verk av Carl Maria von Weber, skrev Berlioz denna tid artiklar i musikteori. Hans berömda avhandling om orkestrering utkom som artikelserie 1841–1842 i Revue et gazette musicale.
1842 började Berlioz leva i ett öppet förhållande med sångerskan Marie Recio. Under hans turnéer i Europa följde hon honom. 1842 inledde han ett större turnéprojekt i Tyskland under vilket han stiftade bekantskap med flera av samtidens stora kompositörer. 1843 återkom han till Paris, och skrev Le Carnaval romain. Året därefter separerade han och Harriet men han förblev henne skyldig underhåll. Sedan han på grund av misslyckandet med Fausts fördömelse blivit skuldsatt, blev hans ekonomi mycket ansträngd. Misslyckandet att vinna publiken gjorde honom bitter och tog hans skaparkraft; han hade fram till dessa år varit mycket produktiv, men efter omkring 1847 skrev han endast få verk. Han befann sig det året i London, där han började skriva sina memoarer.
Berlioz komponerade sitt Te Deum 1849. Året därpå publicerade han La Fuite en Égypte och låtsades som om det var ett återfunnet manuskript från 1600-talet. Liszt verkade energiskt för att popularisera Berlioz kompositioner med viss framgång. Efter turnéer i Tyskland, skrev Berlioz 1854 oratoriet L’Enfance du Christ och gifte sig samma år med älskarinnan Marie Recio.
Han arbetade flera år på operan Les Troyens innan den blev färdig 1859. Därefter påbörjade han sitt sista stora verk, operan Béatrice et Bénédict. De sista åren av hans liv tillbringade han turnerande, med bland annat resor till Ryssland. Hustrun Marie avled 1862, och några år senare hans ende son. Berlioz begav sig därefter på resa för att träffa sin kvarvarande släkt, innan han själv avled 1869 i sitt hem i Paris.
Berlioz blev 1856 invald i Institut de France.

## Musikalisk gärning
Berlioz komponerade ett stort antal verk under sitt långa verksamma liv: operor, oratorium, kantater, symfonier. Kännetecknande för hans verk var att de ofta var avsedda att framföras med enormt stor orkester om flera hundra musiker. Såsom en av den franska romantikens förgrundsgestalter präglas Berlioz verk av mycken dramatik och av den rena estetiken vilken först och främst söker skönhetsupplevelsen. Orkestertekniken hos hans verk är vad som framför allt framhålls som utmärkande, och som det fält där han utvecklats mest.
Med Symphonie fantastique bildar Berlioz stommen för den symfoniska dikten, och med sin Romeo och Julia den dramatiska symfonien. Den symfoniska dikten blev efterhärmad av Richard Strauss, Liszt, Saint-Saëns, med flera. Syftet med Symphonie fantastique var att skildra en opiumrökares kärlekshistoria och hallucinationer. Han skapade därmed också den för romantiken så populära programmusiken.
Hans egna inspirationskällor var för musikens del Beethoven och Gluck, särskilt den äldre Beethoven, samt för den romantiska stämningen Vergilius, Shakespeare, Lord Byron och Goethe. Som influenserna antyder brukar Berlioz beskrivas som motsägelsefull, exalterad, personlig, deskriptiv och så känslosam att han kokade över. Paradoxen mellan den rationellt betingade programmusiken och hans strävan efter känslans fullhet i den rena skönheten har också varit vad han kritiserats för att inte lyckas bemästra. Vad Liszt må ha saknat i originalitet, ägde han dock i förmåga att fullfölja vännens storslagna idéer.
I Berlioz operor är de romantiska dragen mindre märkbara än i andra genrer, och de klassicistiska elementen påtagliga. Han är där också mindre originell och mer beroende av Gluck, och det sceniskt dramatiska har han bara i vissa arior sagts behärska (som Kassandras arior i Trojanerna). Ett undantag därvidlag är Faust, som dock inte betecknades som opera av Berlioz själv, utan som ”dramatisk legend”. I Trojanerna förekommer en balettscen som egentligen är en pantomim där han använder den symfoniska dikten.

## Verkförteckning
- Verklista för Hector Berlioz

Verk i urval
- Les Francs-Juges Opera 3 akter, op. 3 Ferrand 26 maj 1828 Paris, Salle du Conservatoire (endast ouvertyren bevarad)
- Benvenuto Cellini opéra semi-seria 2 akter (4 bilder), op. 23 Armand François Léon de Wailly, Henri Auguste Barbier och Alfred de Vigny, efter Autobiografin Benvenuto Cellini 10 september 1838 Paris, Grand Opéra (Théâtre National de l'Opéra) (1. versionen i 2 akter) 20 mars 1852 Weimar (2. versionen i 3 akter)
- La Damnation de Faust légende dramatique i 4 delar, op. 24 /Fausts Verdammnis Goethes Faust. tragedins första del, övers. av Gérard de Nerval/Almire Gandonnière/Hector Berlioz 6 december 1846 Opéra-Comique Paris (Konsertant uruppförande) 3 februari 1894 Monte Carle (Scenuruppförande)
- Béatrice et Bénédict Opéra-comique 2 akter libretto av kompositören, efter Shakespeares Mycket väsen för ingenting 9 augusti 1862 Baden-Baden, Theater am Goetheplatz.
- Les Troyens Opera i 5 akter Trojanerna Libretto av Kompositören, efter delar från Aeneiden av Vergilius La Prise de Troie (del 1) Akt I – II Les Troyens à Carthage (del 2) Akt III–V 4 november 1863 Paris, Théâtre-lyrique, 2 delen 7 december 1879 Paris, Théâtre du Châtelet, 1 delen (konsertant), 6–7 december 1890 Karlsruhe, del 1 och 2 (första samlade uppförandet), 3 maj 1969 Glasgow, Scottish Opera, del 1 och 2 på engelska. 17 september 1969 London, del 1 och 2 på franska.

### Filmer innehållande Berlioz-musik (urval)
- 1969 – Som natt och dag
- 1980 – The Shining
- 1989 – Undergångens arkitektur
- 1991 – Sova med fienden
- 1996 – Star Trek: First Contact
- 1998 – Star Trek: Insurrection
- 1999 – Jakob the Liar